# ペドロ・リベイロ
ペドロ・ジュリオ・マルケス・リベイロ（Pedro Júlio Marques Ribeiro 、1979年2月8日 - ）は、ポルトガル・アヴェイロ出身の元サッカー選手。現役時代のポジションは、ディフェンダー（ライトバック）。